# Anthony Goods
Anthony James Goods (ur. 21 czerwca 1987 w Coronie) – amerykański koszykarz, występujący na pozycji rozgrywającego, obecnie zawodnik Sigalu Prisztina.
27 stycznia 2017 został zawodnikiem Energi Czarnych Słupsk.
20 marca 2019 dołączył do francuskiego Cholet Basket.
14 września 2019 zawarł umowę z dominikańskim Indios de San Francisco.
19 stycznia 2020 został zawodnikiem Sigalu Prisztina.

## Osiągnięcia
Stan na 15 września 2020, na podstawie, o ile nie zaznaczono inaczej.
NCAA
- Uczestnik:
  - rozgrywek Sweet 16 turnieju NCAA (2008)
  - turnieju NCAA (2007, 2008)
- MVP turnieju Travelers Classic (2007/08)
- Zaliczony do:
  - składu All-Pac-12 Honorable Mention (2008, 2009)

Drużynowe
- Mistrz Ligi Amerykańskiej (2016)
- Uczestnik rozgrywek:
  - EuroChallenge (2014)
  - FIBA Europe Cup (2017)